# Exorcizmus
Az exorcizmus vagy másképp exorció, vagy ördögűzés (a kései latin exorcismus, illetve a görög exorkizein – "eskü alatt megtagad" jelentésű szóból származik) démonok vagy más gonosz szellemlények – megszállottnak hitt emberből vagy helyről való – eltávolításának gyakorlata. A gyakorlat elég régi keletű és számos kultúra és vallás hitrendszerének része.
Az exorcizmust végző személy elnevezése exorcista, gyakran egy vallási specialista; pap, lelkész, szerzetes, boszorkánydoktor, sámán stb.
Eszközei többek között az ima, előírt szövegek, gesztusok, szimbólumok, jelképek, amulettek. A keresztény exorcista gyakran hívja segítségül Istent, Jézust és/vagy angyalokat, arkangyalokat.
Általában a megszállt személyek nem tartják önmagukat sem gonosznak, és felelősséget sem vállalnak az általuk elkövetett rossz cselekedetekért. Ennek következtében az exorcizmust a művelői inkább tekintik egyfajta gyógymódnak, kezelésnek, mint büntetésnek. A rituálék ezt általában figyelembe veszik, ezért nem is erőszakkal közelítenek a megszállotthoz.

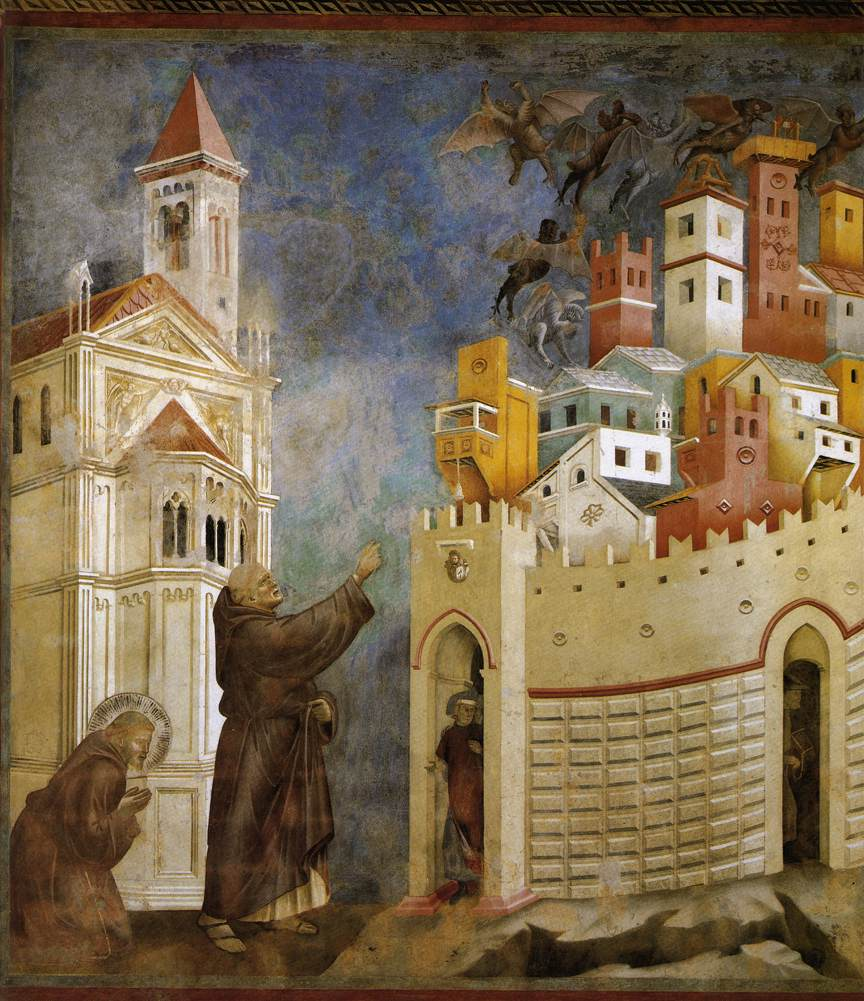
Szent Ferenc démonokat űz Arezzóban, Giotto freskójának egy részletén.

## Története
A gonosz szellemek általi megszállottság koncepciója és az exorcizmus gyakorlata nagyon régi és elterjedt, valószínűleg a prehisztorikus hitből eredeztethető. Az animizmus – a szellemi lényekbe, például istenekbe, szellemekbe vagy démonokba vetett hit – a föld szinte minden kultúrájában megtalálható ma is.
Az ördögűzést megtaláljuk a nagy világvallások, a hinduizmus, buddhizmus, taoizmus, kereszténység és az iszlám hagyományában. A világ minden részéről, Indiából, Kínából, Japánból, Tibetből, Szudánból, Haitiból stb. is ismerünk esettanulmányokat.

### Sumerek
Tudjuk, hogy már az ókori sumerek ördögűző rítusokat végeztek. A Kr. e. 4–3. évezredi szövegekből kitűnik, hogy a betegségeket és minden rosszat és kellemetlent a démonoktól származtattak és próbálták rontó hatásukat megszüntetni. Úgy vélték, hogy bizonyos szellemek specifikus betegségeket okoznak, amelyeket a beteg tünetein keresztül lehet azonosítani. A mezopotámiai templomiskolákban diákok tanulták az ördögűzés szertartásait és a démoni megszállottság gyógyítását.

### Római vallás
A rómaiak jó és rossz szellemeket (→ numenek) különböztettek meg. Az ún. larvák vagy lemurok  a halottak visszajáró, kísértő szellemei voltak. A lemuralia a római vallásban olyan ünnep volt, amelynek a során a házaikat megtisztítandó, ördögűzési rítusokat hajtottak végre.

### Jézus
Az Újszövetségben jópár alkalommal találkozunk a Jézus által művelt csodák közt ördögűzéssel.
Az egyik újszövetségi történet így szól:
„Amikor visszaértek a néphez, odalépett hozzá egy ember (Jézushoz), térdre hullott előtte, és kérte: „Uram, könyörülj fiamon! Holdkóros szegény és sokat szenved. Hol tűzbe esik, hol meg vízbe. Elhoztam tanítványaidhoz, de ők nem tudták meggyógyítani.” Jézus így válaszolt: „Hitetlen és romlott nemzedék! Meddig kell még veletek maradnom? Meddig tűrjelek benneteket? Hozzátok ide!” Jézus ráparancsolt, s az ördög kiment belőle. A gyermek azonnal meggyógyult.”
„Amikor egyedül volt, odamentek Jézushoz a tanítványok és megkérdezték: „Mi miért nem tudtuk kiűzni?” Ezt felelte: „Mert gyenge a hitetek. Bizony mondom nektek, ha csak akkora hitetek lesz is, mint a mustármag, s azt mondjátok ennek a hegynek itt: Menj innét oda! – odamegy, s nem lesz nektek semmi sem lehetetlen. Mindamellett ez a fajta (démon) nem megy ki másképp, csak imádsággal és böjttel.” 
A keresztény hagyomány szerint Jézus pár szóval kiűzte a démonokat. Később tanítványai és követői „Jézus nevében” űzték ki a démonokat.

#### Zsidók
A Zsidó Enciklopédia szócikke Jézusról azt állítja, hogy az ő "küldetése elsősorban az volt, hogy démonokat űzzön", és hogy továbbadja ezt a képességet a tanítványainak is.
Jézus idejében a nem újszövetségi zsidó források beszámolnak ördögűzésekről, amelyeket mérges gyökerek kivonatából nyert drogok alkalmazása mellett végeztek.
A judaizmus esszénus ágához tartozók általi ördögűzésekről is vannak írott források (a kumráni Holt-tengeri tekercsek).

### Keresztény ókor
A kereszténység első két századában a természetfölötti képesség (karizma) a démonok kiűzésére vonatkozólag nem volt külön álláshoz kötve; sőt néha nők is éltek ezen hatalommal.
Később, a 3. századtól kezdve, az egyházban erre külön osztály lett szervezve, mint egyházi cím. Kb. 250-től jelent meg az alsó papság e speciális osztálya, az ún. ördögűzők (exorcisták), akikre ezt a különleges funkciót bízták. Körülbelül ugyanabban az időben az ördögűzés egyik előkészítő szertartása lett a keresztség.

### Keresztény középkor
A szentek életrajzai és a középkori krónikák mind bővében vannak olyan leírásoknak, amelyek emberek és démonok kapcsolatáról szólnak, és gyakran tartalmaznak ördögűzésről szóló leírásokat.
Az ördögűzés egy középkori esetéről Szt. Hildegárd (12. század) életrajzában olvashatunk. Egy démon hét év óta kínzott egy nemesi származású hölgyet, aki végül a Köln melletti Braunweilerben lévő Benedek-rendi kolostorba ment, hogy ott Szt. Miklósnak, a helység védőszentjének közbenjárásával szerezze vissza egészségét. Három hónapon át hiába fáradoztak a szerzetesek, a démon nem akarta elhagyni áldozatát; sőt gúnyt űzve fáradozásukból, kijelentette, hogy azt csak egy asszonynak imájára hajlandó megtenni, amit csúfolkodólag »serum pilgardis«-nak (öregasszony orvossága) nevezett.
A szerzetesek sejtették, hogy itt a híres Hildegárdról van szó és ezért az apát levelet írt a szent nőhöz, melyben ismertette az egyén betegségét és tanácsot kért. Hildegárd azt írta neki vissza, hogy az illető nőben lévő démon a legrosszabbak fajtájához tartozik; ebben az esetben nem segít sem kereszt, sem ereklye, hanem inkább böjtölés, korbácsolás, imádkozás és alamizsnáskodás.
A szent nő részletesen ismertette az eljárási módot: »Válasszatok ki — írta — hét feddhetetlen életű papot; hatot Ábel, Noé, Ábrahám, Melkisédek, Jákob és Áron nevében, akik áldozatokat hoztak Istennek, a hetediket pedig Krisztus nevében. Sok böjtölés, korbácsolás, imádkozás, alamizsnálkodás és szent mise után menjenek majd papi ruhában a beteg nőhöz..« Itt következtek az ördögűzési formulák. Mikor mindezt megtették és a beteg előtt felolvasták az igéket, kimondhatatlan jajgatás között a démon elhagyta őt.
Azonban korai volt az öröm, mert a démon újból megszállta a nőt, még pedig azért, mert miként ő maga közölte a szerzetesbarátokkal: közvetlenül távozása után nem vetettek keresztet a nőre. Most már semmiféle exorcizmus sem használt: a démon gúnyt űzött belőlük és azt erősítgette, hogy csak magának Szt. Hildegárdnak jelenlétében fog eltávozni. Ezért tehát elküldték a beteg nőt a Bingen mellett lévő kolostorba. Az ő ördögűzései alatt az egyén görnyedezett, káromkodott, fenyegetőzött, eretnekségeket emlegetett, míg végül, nagyszombaton, vízszenteléskor az összes apácák imádkozása közben, Hildegárd odalépett a fájdalmában görnyedező hölgy elé és határozottan megparancsolta: »Sátán, takarodj ki e nőnek hajlékoddá lett testéből és add át helyedet a Szent Léleknek!« Erre a démon elhagyta a nőt, aki ettől fogva teljes egészségnek örvendett.
A 14. századtól kezdve az ördögűzési szertartás sokban emlékeztet egy mágikus varázslatra. A szentmise végeztével az exorcista szentelt krétával egy kabbala-féle ábrát rajzolt az oltár előtt a földre. Ide állították a megszállott személyt, összekötött lábakkal, stólával körülkötött nyakkal, sőt egy másik rongydarabbal még erősen le is fogták. A bűvös ábra állítólag megvédte az exorcistát a démontól és magát a démont is engedékenyebbé tette. A rajz néha olyan keresztet ábrázolt, amelyen bűvös neveket lehetett látni, vagy kört ábrázolt Agla, Gaba, Emánuel írással. Amikor a démon az egyént elhagyta, nagyon elgyengült, úgymond egy élőhalott volt. Meghintették szenteltvízzel, ezzel megmosták egész fejét, majd megkenték olajjal, és kiszolgáltatták neki az oltáriszentséget és végül néhány napig még a templomban hagyták, nehogy a démon visszatérjen az elgyengült egyénbe.

### Újkor
A katolikus egyházban a 16. század ellenreformációja során az ördögűzés új hangsúlyt kapott. Mutatta az egyház azon képességét, hogy képes diadalmaskodni a gonosz erők felett, és ez fontos eszköz volt a protestánsok meggyőzésére és visszatérítésére. Állítólag maga Loyolai Ignác is gyógyította a megszállottakat, amelyet később Rubens is megörökített a festményein.
A felvilágosodás nyomán az exorcizmus sokat vesztett jelentőségéből, különösen a nyugati világban.
A 19. század derekán tűnt fel a spiritizmus, amely azt tanítja, hogy a halál illúzió, és hogy a szellemek birtokolhatják az embereket.
A démonűzéssel a 20. század elején főleg Kelet-Európában és Afrikában lehetett találkozni, amikor néhány eset médianyilvánosságot kapott. 
A gyakorlatának háttérbe szorulásában szerepet játszottak a pszichológiai kutatások, valamint az emberi agy működésének és szerkezetének tanulmányozása. Az említett eseteknél is gyakran valamilyen elmebetegség produktumaként magyarázták a tüneteket, és így is kezelték.
A modern kori Egyesült Államokban az ördögűzés egykor rendkívül ritka volt: a protestánsok babonának, a katolikus egyház pedig kínosnak tekintette. Mindez 1973-tól változott. Ez évben megjelent a mozikban Az ördögűző című film, és a téma ismét reflektorfénybe került. Rendkívül erős visszhangot váltott ki a nézőkből az Amerikai Egyesült Államokban és részben Nyugat-Európában. Nagy igény keletkezett az ördögűzés iránt.
A film megjelenését követő hetekben például egy bostoni katolikus központ napi felkéréseket kapott ördögűzésre. 
A karizmatikusok is új helyzetben találták magukat, de szolgálataikat gyakran „szabadító szolgálatoknak” hívták, nem ördögűzésnek.
A katolikus Ördögűzők Nemzetközi Szövetsége 1990-ben alakult meg hat pap, köztük Amorth exorcista vezetésével. Amorth (1925-2016) több mint hatvan papi éve alatt több tízezer ördögűzést hajtott végre.
Már a katolikus egyház is nyitottabban fogadta a modern kori ördögűzést, 2014-ben elismerte a Szövetséget, és ma tanfolyamokat tartanak a Vatikánban további exorcisták képzésére. Ma minden egyházmegyének van exorcistája.
Az Egyesült Államok Katolikus Püspöki Konferenciája szerint a démoni megszállottság jelei közé tartozhat az emberfeletti erő, a szenteltvíz iránti idegenkedés és az ismeretlen nyelveken való beszéd. További lehetséges jelei közé tartozik az átkozódás és a "túlzott maszturbálás" is.
Korunk jellegzetessége, hogy a társadalom szekularizálódik, de ezzel együtt terjed az ezoterika, az okkultizmus és a démoni megszállottságban és az exorcizmusban való hit is népszerű. A Gallup 2005-ös felmérése alapján az amerikaiak 42 %-a hiszi, hogy egy démon megszállhat egy embert.

## Kereszténység
Az újszövetségi eseteknek a nyomán a démoni megszállottság a kereszténység hitrendszerének részévé vált, és az exorcizmus ma is bevett gyakorlatnak számít a katolicizmusban, a keleti ortodoxiában és néhány protestáns felekezetben. Az anglikán egyháznak szintén van hivatalos exorcistája minden egyházmegyében.
A kereszténységben az ördögűzéseket "Krisztus erejét" vagy a Szent Szellem erejét használva, Jézus nevében végzik. Ez azon alapul, hogy Jézus megparancsolta tanítványainak, hogy gonosz szellemeket űzzenek az ő nevében.
A Katolikus Enciklopédia szócikke Jézus ördögűző képességét megváltó voltának jeleként értelmezi, és bemutatja, hogy tanítványait is képessé tette az ördögűzésre.

### Római katolicizmus

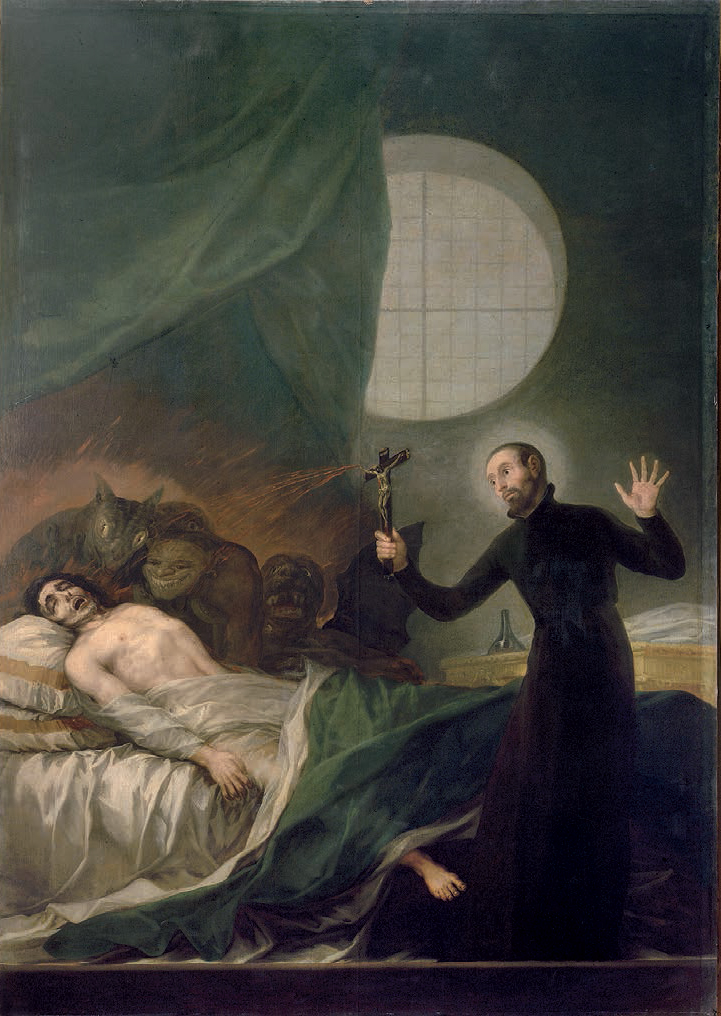
Francisco Goya festményén Borgia Szent Ferenc exorcizmust végez.

A római katolikus dogmatika szerint az exorcizmus egy szertartás, de nem szentség, ellentétben a keresztséggel vagy a gyónással.
A szentelmények egyik faja, amelynek rendeltetése az Egyház könyörgő közbenjárása által a gonosz lélek megfékezése, kísértéseinek az emberektől való távoltartása és annak a megakadályozása, hogy tárgyakkal visszaélhessen. Dogmatikai alapja az a tény, hogy az áteredő bűn következtében a gonosz lélek befolyást nyert az emberiségre. aminek bizonyságai Jézus ördögűzései.
A római katolikus egyházban a kisebb egyházi rendek egyike, még pedig ezeknek sorrendjében a harmadik fok. 
Az ördögűzés szolgálatára a püspök nevez ki papokat.
A gonosz lélektől megszállott személyekre külön, ünnepélyes ördögűzési formula van, amit azonban felfüggesztés terhe alatt csak a püspök írásos felhatalmazására szabad alkalmazni abban az esetben, ha komoly vizsgálat is megállapította a megszállottságot. Az ördögűzés szertartása jelképes cselekményekből (rálehelés, kézföltevés) és szavakból áll (Jézus nevének segítségül hívása).
A szentségektől eltérően, az exorcizmus "feddhetetlensége és hatékonysága nem függ ... egy megszabott formula szigorú követésétől vagy előírt cselekedetek meghatározott sorrendjétől. A hatékonysága két elemtől függ: az egyházi hatóságoktól származó érvényes felhatalmazástól és az exorcista hitétől." A katolikus ördögűzés még mindig az egyik legszigorúbb és legszervezettebb szertartás az összes létező ördögűző rituálék között. A katolikus egyház kánonjoga alapján csak felszentelt pap (vagy magasabb prelátus) végezhet ünnepélyes, más néven "nagy" exorcizmust, a helyi püspök engedélyével, és csak alapos orvosi vizsgálatot követően, hogy kizárják a mentális betegségek lehetőségét. A Catholic Encyclopedia (1908) a következőképpen fogalmaz: "Szabályszerű vallási szertartás során sem a babonát nem szabad összekeverni a vallással, bármennyire is összefonódott a történetük, sem a mágiát, bármilyen fehér is." A Római Rituálé felsorolja azokat a jeleket, amelyek démoni megszállottságra utalhatnak: a megszállott személy általa nem ismert idegen vagy ősi nyelveket beszél; természetfölötti képességekkel vagy erővel bír; olyan elrejtett vagy távoli tárgyakról tud, amelyekről nem lehet tudomása; bármiféle szent dologgal kapcsolatban averziót, idegenkedést táplál; heves istenkáromló és/vagy szentségtörő viselkedést tanúsít.
Az egyház némileg módosította az exorcizmus szertartását 1999 januárjában, bár a latin rítusú egyházban a tradicionális, 1614 óta érvényben lévő szertartás is választható. Az ördögűzést egy különösen veszélyes spirituális műveletnek tekintik. A szertartás elfogadja, hogy a megszállott személyeknek is van szabad akarata, még ha a démon kontroll alatt is tartja a fizikai testet, és megzavarja a rituálét. A szertartás lefolytatásában nem történtek jelentősebb változtatások: imádságok, szentelt vízzel való meghintés, a szentek közbenjárásának kérése, kézrátétel, a kereszt jele, majd ezt követi a tulajdonképpeni ördögűző formula. Az első egy az Istenhez szóló könyörgés, a második rész pedig egy közvetlen parancs, amely a Gonoszt arra szólítja fel, hogy távozzon a megszállott emberből. A szertartás köszönő imával zárul. A rituálé tartalmaz kizárólag magánhasználatra szóló imákat is, amelyekkel a hívek kérhetik Isten oltalmát, a Szűzanya vagy Mihály arkangyal közbenjárását a gonosz erőivel szemben.
A modern időkben a katolikus püspökök ritkán engedélyeznek ördögűzést, abból a megfontolásból, hogy mentális vagy fizikai betegség gyanúja állhat fenn.
XIII. Leó pápa rendeletére az exorcizmust szolgáló egyik imája, a rövidebb Szent Mihály ima a mise kötelező része lett. Így hangzik:
Szent Mihály főangyal, védelmezz minket a küzdelemben; a Sátán gonosz kísértései ellen légy oltalmunk!
Esedezve kérjük: „Parancsoljon neki az Isten!”
Te pedig, mennyei seregek vezére, a Sátánt és a többi gonosz szellemet,
akik a lelkek vesztére körüljárnak a világban, Isten erejével taszítsd vissza a kárhozat helyére,
a mi Urunk, Jézus Krisztus által! Ámen. 
A pápa döntését követően az imát a pap a szentmisék végén térdenállva imádkozta, egészen addig, amíg a 2. vatikáni zsinatot követő liturgikus reform ezt be nem tiltotta. A hívők ugyan imádkozhatják, de a misének már nem része. A Leó imák között létezik hosszabb változat, az ún. Leó-féle Kis exorcizmus. Az Exorcizmus alcíme: "A sátán és a bukott angyalok ellen", a pápa 1890-ben adta ki. Ezt az Exorcizmust a Hittani kongregáció 1985. szeptember 29-én betiltotta a hívek számára. A világi hívek még részben sem használhatják" 

### Protestantizmus
A protestáns és karizmatikus felekezetekben nincs ördögűző funkció vagy rend a felszentelt emberek számára, de néha különböző vezetők és lelkészek működnek ördögűzőként.

## Parlamenti vonatkozás
Aradszki András KDNP-s politikus 2017. október 9-én a parlamentben napirend előtti felszólalásában 
az ú.n. Soros-terv kapcsán felvetette, hogy a Sátán ellen keresztényi kötelesség küzdeni. Aradszki szerint a sátán a tagadás angyala is, hiszen tagadják, mire készülnek, idegesen bizonygatják, hogy nincs kvóta, nincs kötelező betelepítés, a Soros-terv nem létezik.
Beer Miklós váci megyéspüspök az esetet követően azt nyilatkozta, hogy Aradszki kijelentése elhibázott volt, mert nem szabad a másik embert sátánnak nevezni, az emberi méltóságát tiszteletben kell tartani, még ha nem egyezik is a véleményük.

## A filmművészetben
- Az ördögűző (1973), William Friedkin filmje
- Ördögűző 2. (1977), John Boorman filmje
- Ördögűző 3. (1990), William Peter Blatty filmje
- Az ördögűző – Az igaz történet (2000), Steven E. de Souza filmje
- Az ördögűző: A kezdet (2004), Renny Harlin filmje
- Ördögűző: Dominium (2005), Paul Schrader filmje
- Az ördögűző (2016), televíziós sorozat
- Az ördögűző: A hívő (2023), David Gordon Green filmje
- Ördögűzés Emily Rose üdvéért (amerikai film, 2005)
- Ördögűzés Molly Hartley üdvéért (2015)
- Anneliese: The Exorcist Tapes (amerikai film, 2011)
- Dombokon túl (román film, 2012)
- Amerikai Horror Story: Zártosztály (amerikai filmsorozat, 2012)
- Démonok között (amerikai film, 2013)